# Šilovskij rajon
Lo Šilovskij rajon (in russo Шиловский район?) è un rajon dell'Oblast' di Rjazan', nella Russia europea; il capoluogo è Šilovo. Istituito nel 1929, ricopre una superficie di 2.390 chilometri quadrati ed ospita una popolazione di circa 40.000 abitanti.